# Valentín Palencia
Valentín Palencia Marquina  (Burgos, 26 de julio de 1871 -  monte Tramalón, Ruiloba (Santander)  15 de enero de 1937) fue un sacerdote católico, educador de niños y jóvenes, Cruz de Beneficencia con distintivo blanco, fue martirizado durante la Guerra Civil Española.
Fue beatificado por el papa Francisco el 23 de abril de 2016 en Burgos.

## Biografía

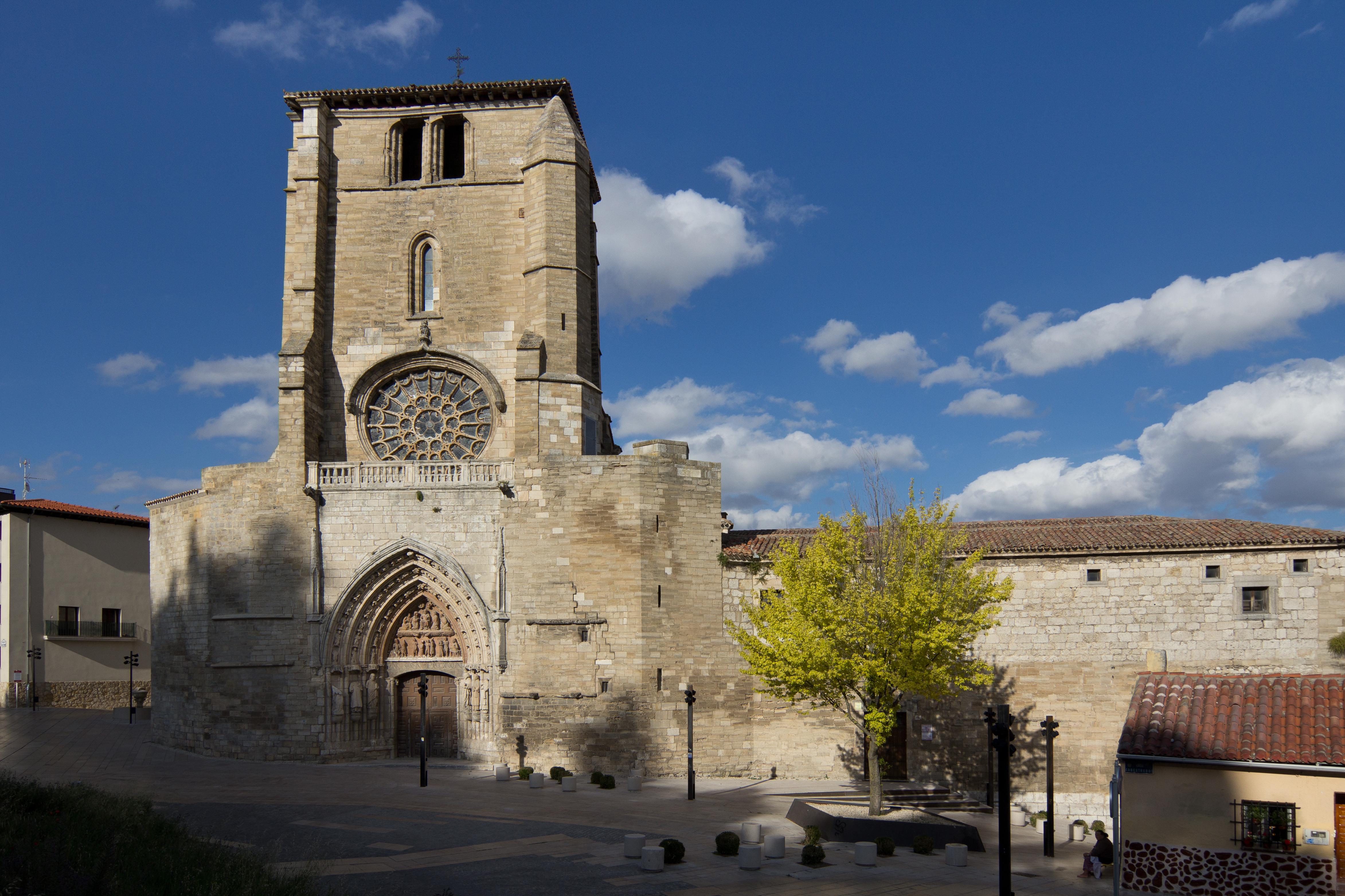
Iglesia de San Esteban

Hijo de Cipriano, de oficio zapatero, y de Victoria. Sus padres vivían en la buhardilla del número de la plaza de Huerto del Rey, popularmente conocida como de la Flora. La madre era la portera del inmueble, mientras que su padre arreglaba calzado en un pequeño cuarto situado en el portal. Fue bautizado en la parroquia de San Esteban el 27 de julio y confirmado en San Nicolás el 9 de noviembre de 1871.
Durante  diez cursos (1884-1894) estudia Humanidades, Filosofía y Teología en el Seminario de San Jerónimo. Acude como alumno externo por falta de medios económicos. Es ordenado sacerdote el 21 de diciembre de 1895.
Párroco de Susinos del Páramo (1896 - 1898).

### Patronato de San José
Director, capellán y profesor del «Patronato de San José para la enseñanza y educación de niños pobres», ubicado en la iglesia de San Esteban.  En aprecio a  Andrés Manjón el Patronato se agrega a las Escuelas del Ave María.

"...Estaba pendiente de los niños, aseaba a los pequeños, les enseñaba a rezar, a estudiar, a ejercitarse en oficios manuales y jugaba con ellos.
Soñaba con una escuela profesional, pero tuvo que conformarse con un pequeño taller. Reforzaba la instrucción escolar con dibujo para la habilidad
manual; teatro para educar en la expresión, y música para refinar el espíritu. Tenía un coro y formó una banda de música, actuando en conciertos
y procesiones..."
PERFIL BIOGRÁFICO

### Suances
En el verano de 1936 organiza en la playa de Suances la estancia vacacional de un grupo de niños que acudieron acompañados por los músicos de Patronato de San José.
La iglesia fue convertida en garaje y a mediados de agosto le prohibieron celebrar misa debiendo hacerlo en la clandestinidad.
Valentín atendía a los enfermos y llevaba la comunión a las monjas trinitarias.
Un alumno lo acusó al Frente Popular de Torrelavega. Detenido junto con seis de sus muchachos de lo que cuatro desearon acompañarlo. Los cinco fuero fusilados en el monte Tramalón de Ruiloba el 15 de enero de 1937.

## Reconocimientos
El Gobierno de España le concedió en 1925 la Cruz de Beneficencia con Distintivo Blanco, creada para premiar servicios considerados extraordinarios.
En 1937 el ayuntamiento de Burgos, tras conocer las circunstancias de su fallecimiento, hizo constar su sentimiento, y en 1941 le dedicó una calle en reconocimiento de su labor por la ciudad.

## Beatificación
El primero de octubre de 2015 el papa Francisco promulgaba el decreto por el que declaraba al siervo de Dios y a cuatro de sus compañeros como mártires. 
El 23 de abril de 2016 fue beatificado en la catedral de Burgos junto con cuatro jóvenes que dieron la vida por confesar su fe: Donato Rodríguez García, Germán García García, Zacarías Cuesta Campo y Emilio Huidobro Corrales. El acto lo preside el prefecto de la Congregación para la Causa de los Santos de la Santa Sede, el cardenal Angelo Amato, quien acude a Burgos en representación del papa Francisco.

El postulador diocesano de la causa de beatificación fue  Saturnino López Santidrián.,